# Дощові ліси помірної зони

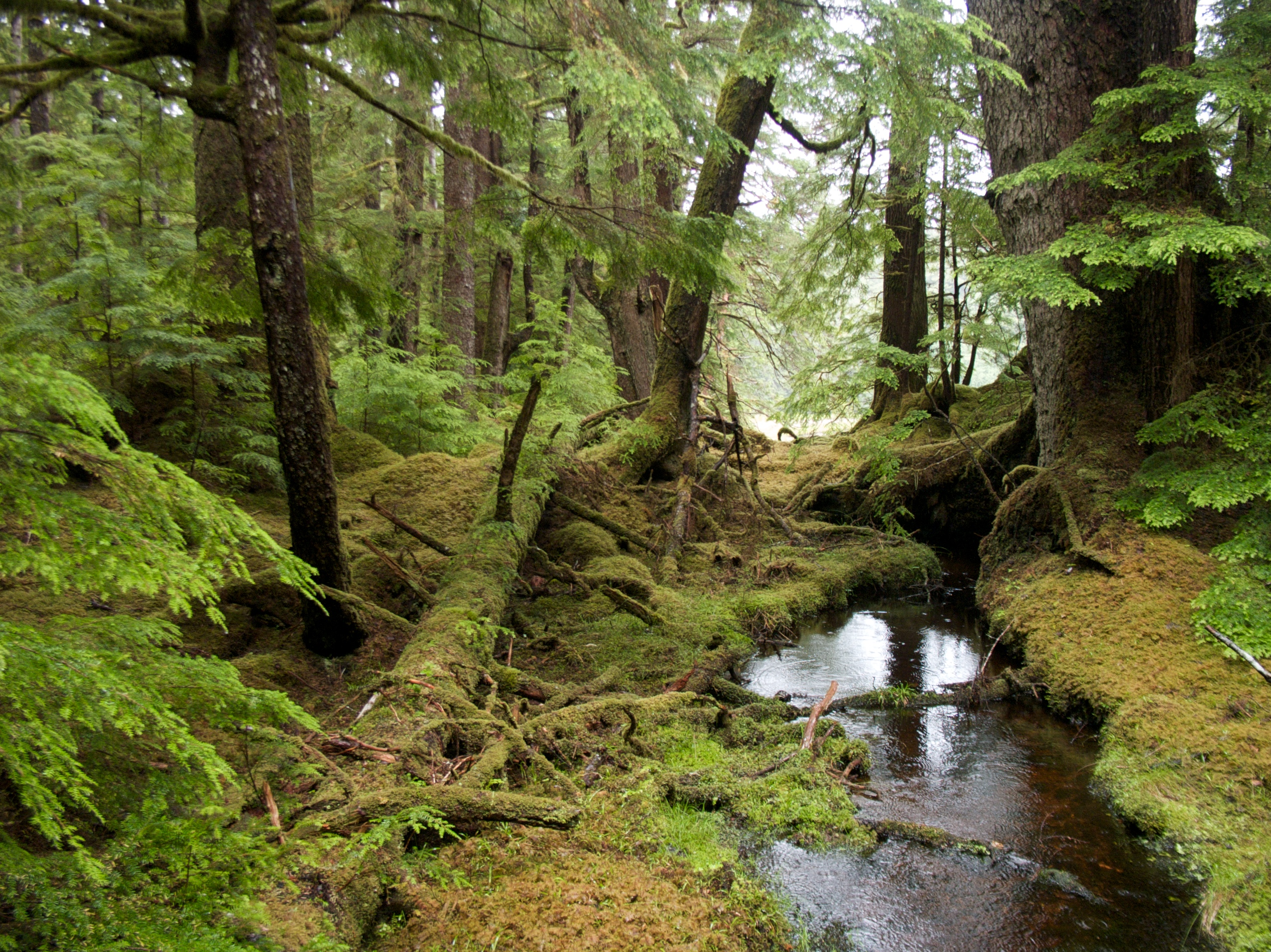
Tsuga heterophylla, Ґваї Гаанас, Канада

Помірні дощові ліси — хвойні або широколистяні ліси, які поширені в помірному кліматичному поясі в умовах значних опадів.
Дощові ліси помірної зони поширені в океанічних вологих регіонах світу: тихоокеанські дощові ліси помірної зони північноамериканської північно-західної частини Тихого океану, а також аппалачські дощові ліси помірної зони в Східному сонячному поясі США; вальдівські дощові ліси помірної зони на південному заході Південної Америки; дощові ліси Нової Зеландії, Тасманії та південного сходу Австралії; північно-західна Європа (невеликі кишені у Великій Британії та більші площі в Ірландії, південній Норвегії та північній Іберії); південна Японія ; Чорноморсько-Каспійський регіон від найпівденнішої прибережної зони болгарського узбережжя через Туреччину до Грузії та північного Ірану.
У вологих умовах помірні дощові ліси, як правило, мають густий підлісок з мохів, папоротей та деяких чагарників та ягідних рослин. Помірними дощовими лісами можуть бути помірні хвойні ліси або помірні широколистяні та мішані ліси.

## Визначення

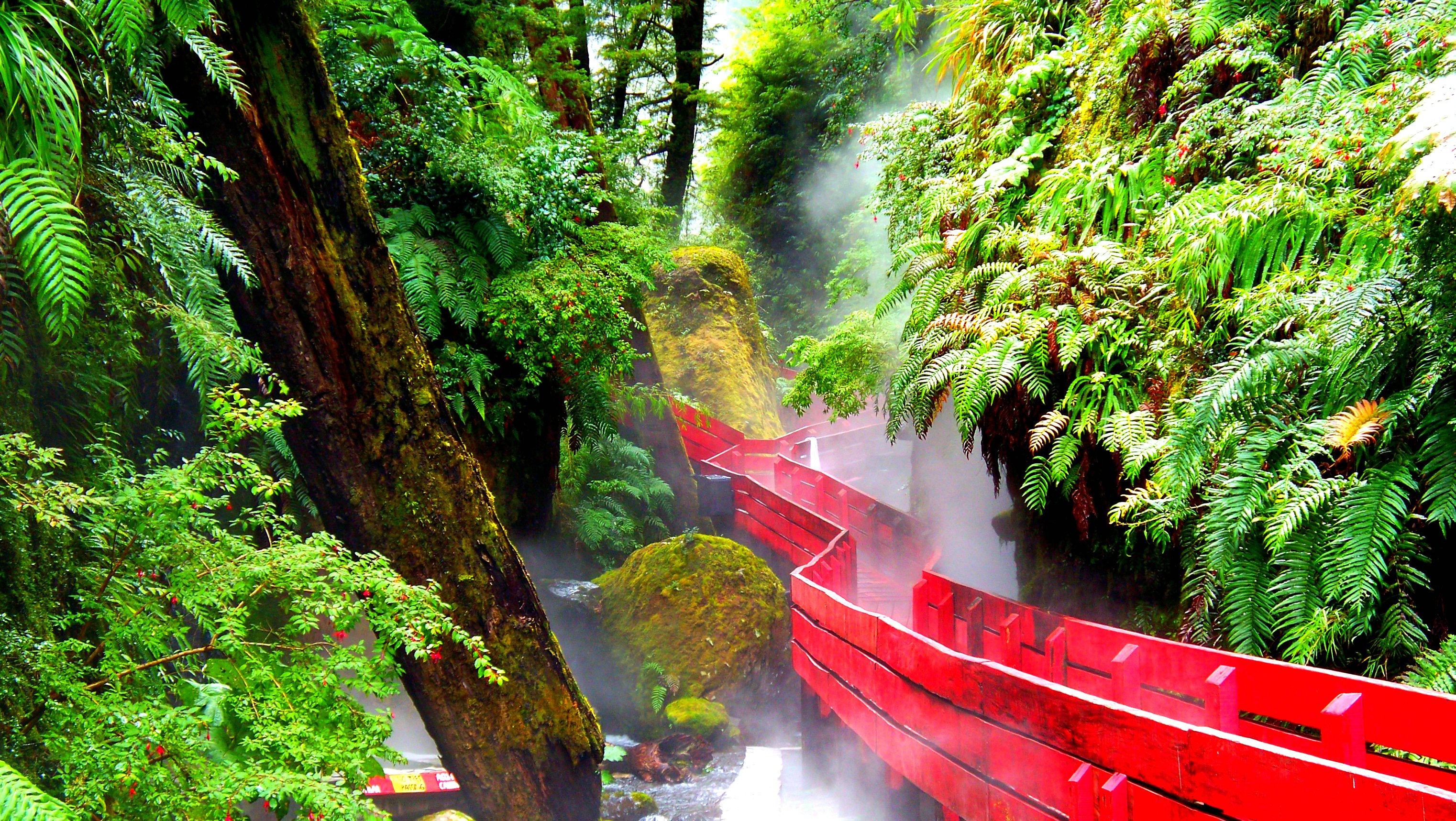
Вологий помірний дощовий ліс в Termas Geométricas поблизу Коньярипе, Чилі

Що стосується помірних дощових лісів Північної Америки, широко визнано визначення Алабека:
Річних опадів понад 1400 мм: Середньорічна температура становить від 4 до 12 ° С.
Однак необхідна річна кількість опадів залежить від таких факторів, як розподіл опадів протягом року, температури протягом року та наявність туману, а також визначення в інших регіонах світу значно різняться. Наприклад, австралійські визначення є екологічно- структурними, а не кліматичними:
Зімкнутий лісовий намет деревного ярусу перекриває щонайменше 69 % неба.
Ліс складається переважно з деревних порід, які не потребують пожеж для відновлення, а їхній підріст здатен відновлюватися під лісовим наметом та в природних вікнах поміж деревостаном.
Останнє, наприклад, не дало б включити частину помірних дощових лісів на заході Північної Америки, оскільки псевдотсуга прибережна один із їхніх домінантних видів дерев, вимагає руйнівного впливу на деревостан, щоб розпочався новий цикл насіннєвого відновлення. Північноамериканське визначення, у свою чергу, виключало б частину помірних дощових лісів за визначеннями, що використовуються в інших місцях.

## Рівень деревного ярусу
У лісах наметом вважається здебільшого верхній ярус крон, або зона середовища існування, утвореного зрілими кронами дерев з елементами екологічних ніш інших біологічних організмів (неофітів, ліан, тварин, що живуть на деревах). Рівень намету — це верхній ярус помірних дощових лісів. Дерева, що утворюють намет, хвойні дерева, можуть досягати 100 метрів і більше. У наметі виживають різноманітні види. Верхівки цих дерев збирають більшу частину дощу, вологи та фотосинтезу, який приймає дощовий ліс. Вони утворюють густий лісовий намет, перекриваючи близько 95 % площі влітку.
Покриття намету вимагає від рослин підліску і трав'яно-мохового вкриття високого рівня тіньовитривалості. Коли намет у повному розвитку покриває близько 95 % площі, виживання рослин зменшується. Деякі види рослин стали тіньовитривалими, щоб вижити. Крони дерев абсорбують велику кількість дощу і утримують нижчі яруси лісу вологими.
Намет виживає завдяки фотосинтезу. Листя живить енергією та поживними речовинами дерева, які своєю чергою забезпечують життєве середовище та поживу для лісу загалом. За допомогою супутникових даних ефективність використання радіації (RUE) обчислює річну кількість фотосинтезу, який відбувається в помірних дощових лісах. Інтенсивність фотосинтезу може бути різною залежно від кліматичної зони та мікроклімату лісу.

## Глобальний розподіл
Помірні ліси покривають значну частину Землі, але помірні дощові ліси поширені лише в кількох регіонах світу. Більшість із них поширені в океанічному вологому кліматі: тихоокеанські дощові ліси помірної зони на Заході Північної Америки (Південно-Східна Аляска до Центральної Каліфорнії), помірні дощові ліси Вальдівію та Магеллану на південному заході Південної Америки (Південне Чилі та сусідня Аргентина), кишені дощових лісів на північному заході Європа (південь Норвегії до півночі Іберії), помірні дощові ліси південного сходу Австралії (Тасманія та Вікторія) та помірні дощові ліси Нової Зеландії (західне узбережжя Південного острова).
Інші трапляються в субтропічному вологому кліматі; прибережні ліси Книсна-Аматоле Південної Африки, Евксинсько-Колхідські листяні ліси Чорноморського регіону (південно-східна частина Болгарії, Туреччини та Грузії), каспійські помірні тропічні ліси Ірану та Азербайджану, гірські тропічні ліси помірного клімату вздовж східного тихоокеанського узбережжя Тайваню, східного узбережжя Корейського півострова вздовж гірського хребта Бекду та в районі, що оточує гору Джірі та через південне узбережжя півострова на південному заході Японії Ліси Тайхеййо, узбережжя Нового Південного Уельсу та Північний острів Нової Зеландії. 
Крім того, осередки помірного дощового лісу трапляються в похмурому кліматі, який класифікується не лише за річними опадами, але також за кількістю похмурих днів, а також за кількістю днів зафіксованих опадів у вигляді дощу чи снігу. У Західній Північній Америці, окрім Тихоокеанського північного заходу, ще Колумбійських гір Британської Колумбії, північ Айдахо та північно-західна Монтана мають континентальний клімат і осередки помірних хвойних лісів.
На сході Північної Америки по плато Аллегені та прилеглих частинах Аппалачських гір від Західної Вірджинії до Нової Англії розкидані осередки помірних дощових лісів. Ці райони включають ділянки Західної Вірджинії, Західної Пенсильванії, а також Західного Нью-Йорка та гір Адірондак. Хороший приклад цих лісів можна знайти в долині Зоар у західній частині Нью-Йорка (недалеко від Баффало, штат Нью-Йорк), в державному парку Кук-Форест у межах Національного лісу Аллегені (найближче велике місто — Пітсбург), а також в Катедральному державному парку в Західній Вірджинії.
У Східній Азії розкидані осередки помірного дощового лісу на так званому Російському Далекому Сході (Уссурі, Зовнішня Маньчжурія, Сахалін) в Азії, де клімат також континентальний за своєю природою, але при цьому достатньо опадів і хмарного покриву, щоб дати місце значним включенням помірного дощового лісу. Як і на сході Північної Америки, багато опадів випадає у вигляді дощу та снігу. Гірські хвойні ліси гір Чанбай, що межують з Китаєм та Північною Кореєю, також є гарним прикладом, що містять одні з найбагатших високогірних вічнозелених лісів у Східній Азії.

## Регіони помірних дощових лісів за континентами

### Північна Америка

#### Тихоокеанські помірні дощові ліси

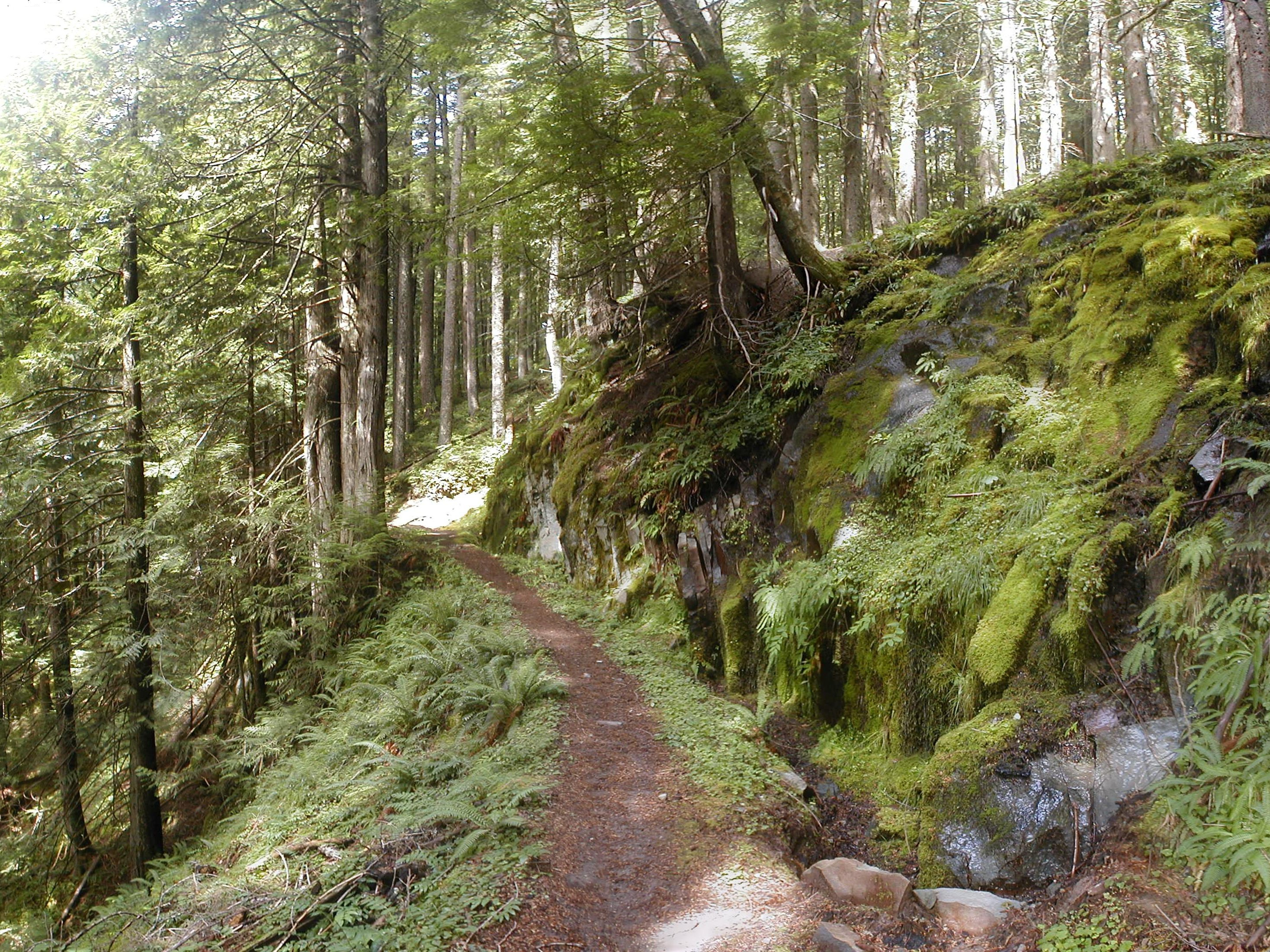
Помірний дощовий ліс у пустищах Маунт-Гуд, штат Орегон, США. Ця територія, на західній стороні гори, приймає понад 2,5 метрів дощу на рік.

Частиною регіону помірних дощових лісів Північної Америки, найбільшої площі дощових лісів помірного поясу на планеті, є екорегіон помірних дощових лісів Тихого океану, що поширені на Берегових Хребтах, які виходять на захід, уздовж тихоокеанського узбережжя Північної Америки, від острова Кодіяк на Алясці до північної Каліфорнії і є частиною Неарктичного біогеографічного регіону. В іншій системі, створеній Комісією з питань екологічного співробітництва, цей самий загальний регіон класифікується як Тихоокеанська морська екозона за версією Канади, а також як екорегіони Західного морського узбережжя та Північно-Західні лісові гори Агентством охорони навколишнього середовища США. З точки зору флористичної системи провінцій, що використовується ботанікою, основну частину регіону складає флористичний регіон Скелястих гір, але невелика південна частина входить до Каліфорнійської флористичної провінції.

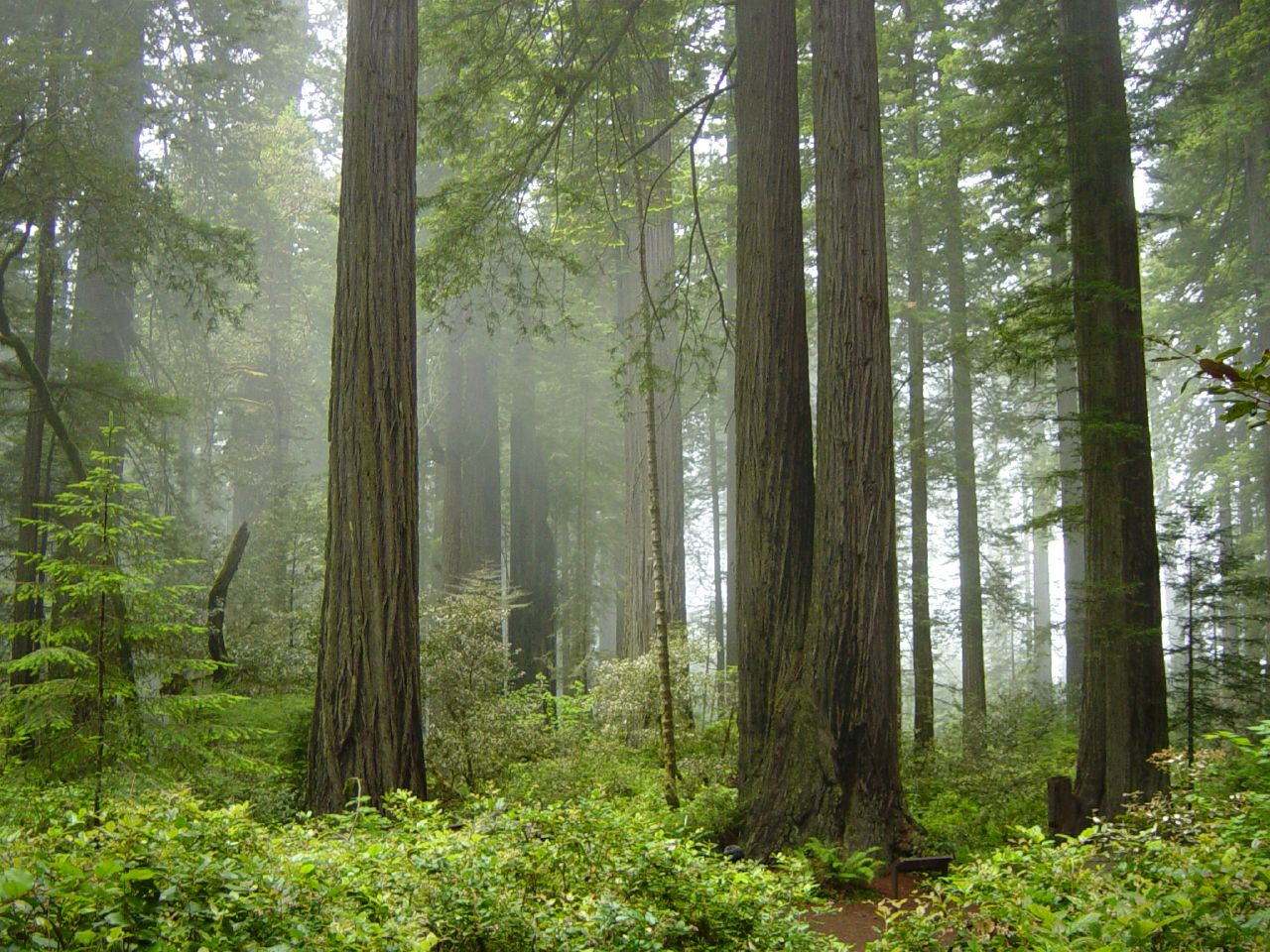
Секвоєвий ліс у Національному парку Редвуд

До субекорегіонів тихоокеанського екорегіону дощових лісів, визначених WWF, належать прибережні ліси північної частини Тихого океану, екорегіон Гайда-Ґваї, екорегіон острова Ванкувер, прибережні ліси Британської Колумбії, прибережні ліси Центрально-тихоокеанські прибережні ліси, каскадні ліси, прибережні ліси Кламат-Сіскіу, і екорегіони прибережних лісів Північної Каліфорнії. Вони різняться за своїм видовим складом, але всі переважно хвойні, іноді з підліском з широколистяних дерев та чагарників. Більша частина опадів випадає взимку, подібно як у середземноморському кліматі, але влітку волога туману циркулює між кронами дерев, утворюючи конденсат, який опадає на кронах і підтримує ліс вологим. У прибережних лісах Північної Каліфорнії поширена секвоя вічнозелена (Sequoia sempervirens), найвище дерево в світі. В інших екорегіонах псевдотсуга прибережна (Pseudotsuga menziesii var. Menziesii), ялина ситхінська (Picea sitchensis), тсуґа західна (Tsuga heterophylla) та туя велетенська (Thuja plicata) є найважливішими видами дерев. Загальною особливістю тихоокеанських помірних дощових лісів Північної Америки є проростання сіянців на трухлявих колодах, які в процесі гниття забезпечують екологічне середовище для підросту. Такі дерева, як псевдотсуга прибережна, тсуґа західна, туя велетенська, тис коротколистий та Acer circinatum, більш тісно пов'язані з хвойними та листяними деревами в помірних лісах Східної Азії.

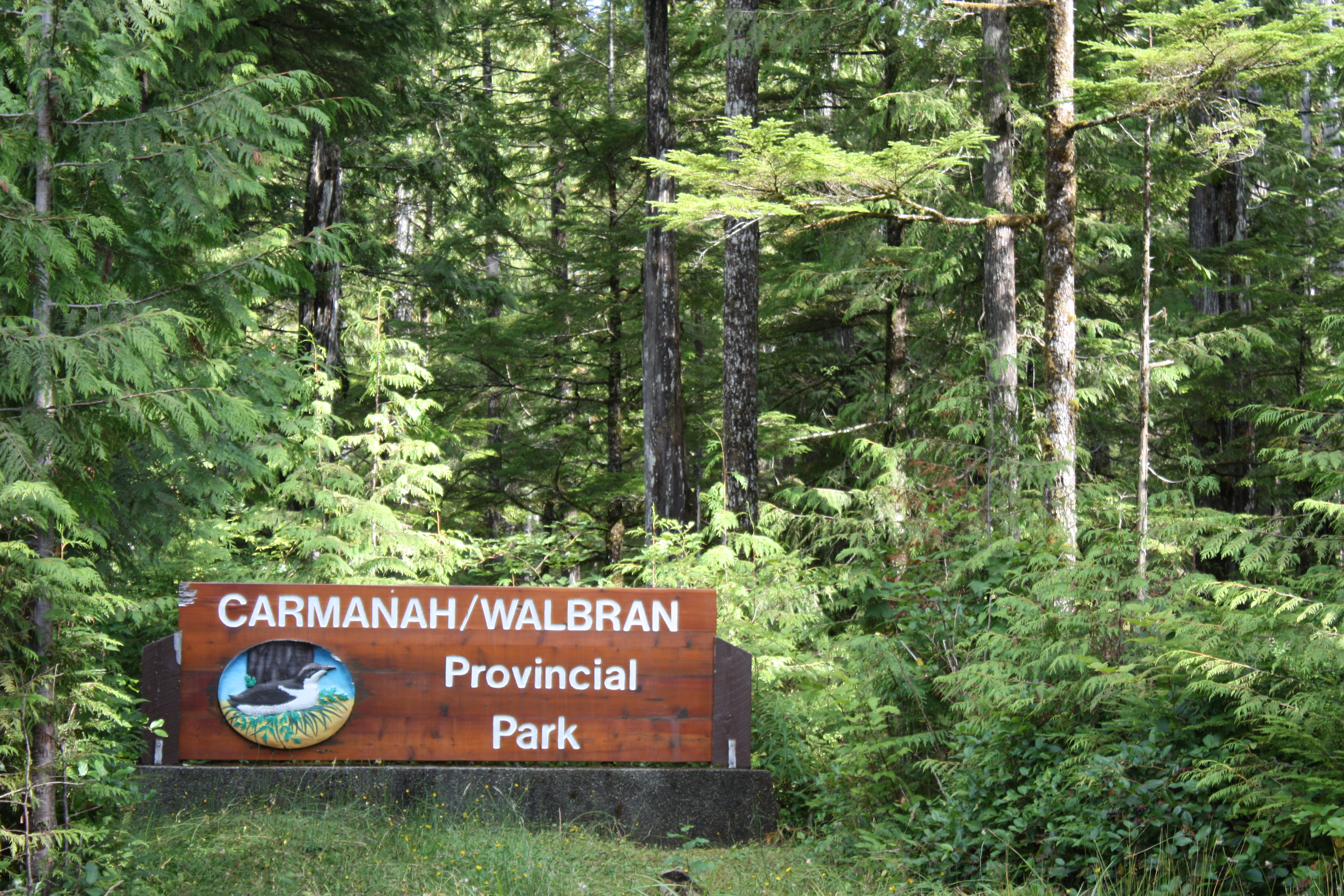
Помірний дощовий ліс у провінційному парку Кармана-Вальбран на острові Ванкувер

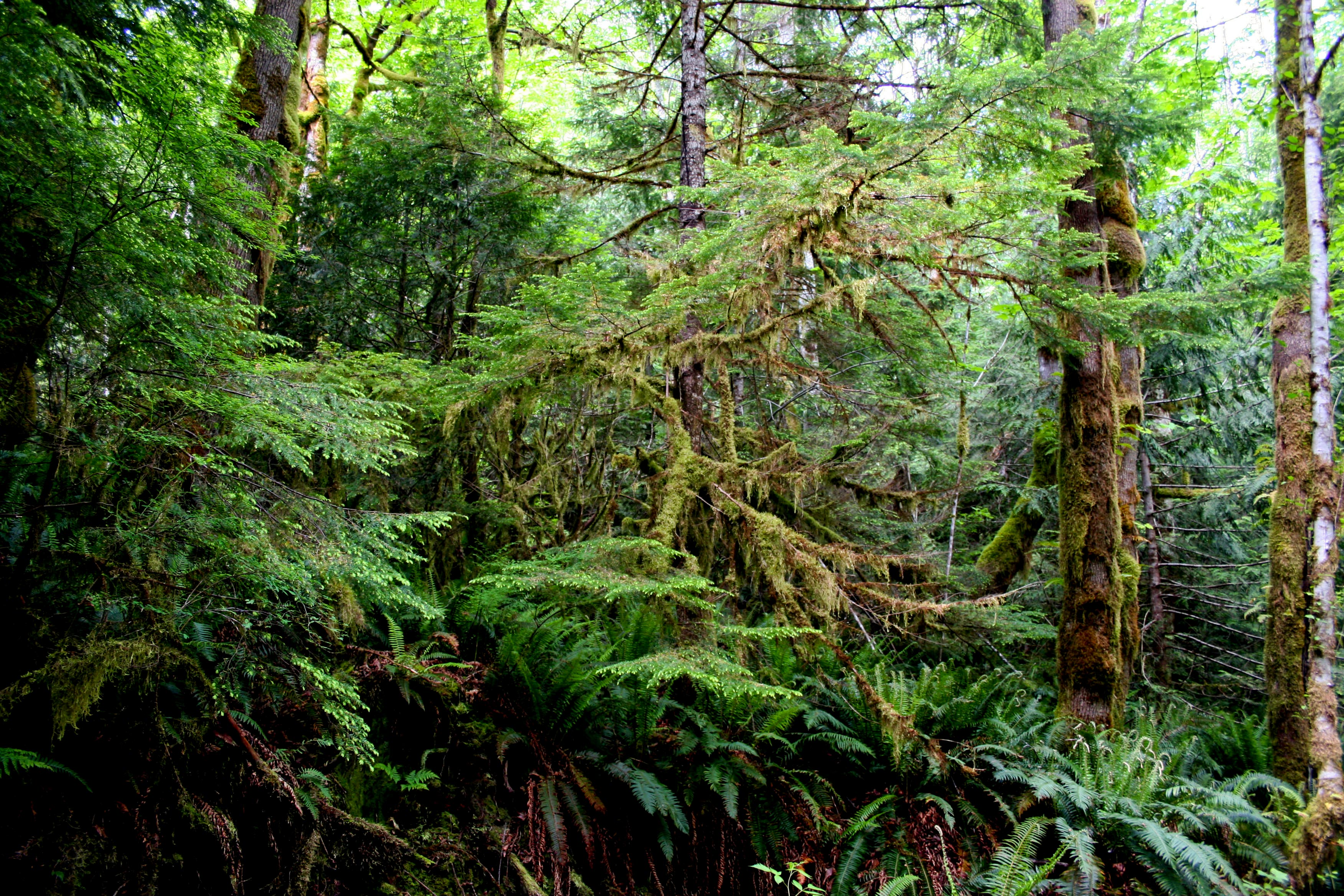
Помірний дощовий ліс у провінційному парку Веллс-Ґрей у горах Карібу, Британська Колумбія, Канада

Деякі з найбільших просторів старих пралісів знаходяться в Олімпійському національному парку, національному парку Маунт-Рейнір, Національному лісі Тонґас, Національному меморіалі гори Сент-Геленс, національному парку Редвуд та по всій Британській Колумбії (включаючи прибережні гірські хребти Британської Колумбії), прибережний Великий Ведмежий дощовий ліс, що містить найбільші простори помірного дощового лісу, що зустрічаються у світі.
Скелясті гори Британської Колумбії, гори Карібу, Заглибина Скелястих гір (на схід від Принц-Джорджа) і Колумбійські гори на південному сході Британської Колумбії (на захід від Канадських Скелястих гір, які простягаються на частини Айдахо та Північно-Західної Монтани в США), до яких належать: гори Селкірк, Монаші та гори Перселл мають найбільші масиви внутрішніх помірних хвойних дощових лісів. Ці внутрішні дощові ліси мають більш континентальний клімат з великою часткою опадів, що випадають у вигляді снігу. Ближче до Скелястих гір фауна ссавців більш різноманітна Деякі з найкращих внутрішніх дощових лісів знаходяться в національному парку Маунт-Ревелсток та Національному парку Ґлейшер (Канада) в горах Британської Колумбії.

#### Аппалачські помірні дощові ліси

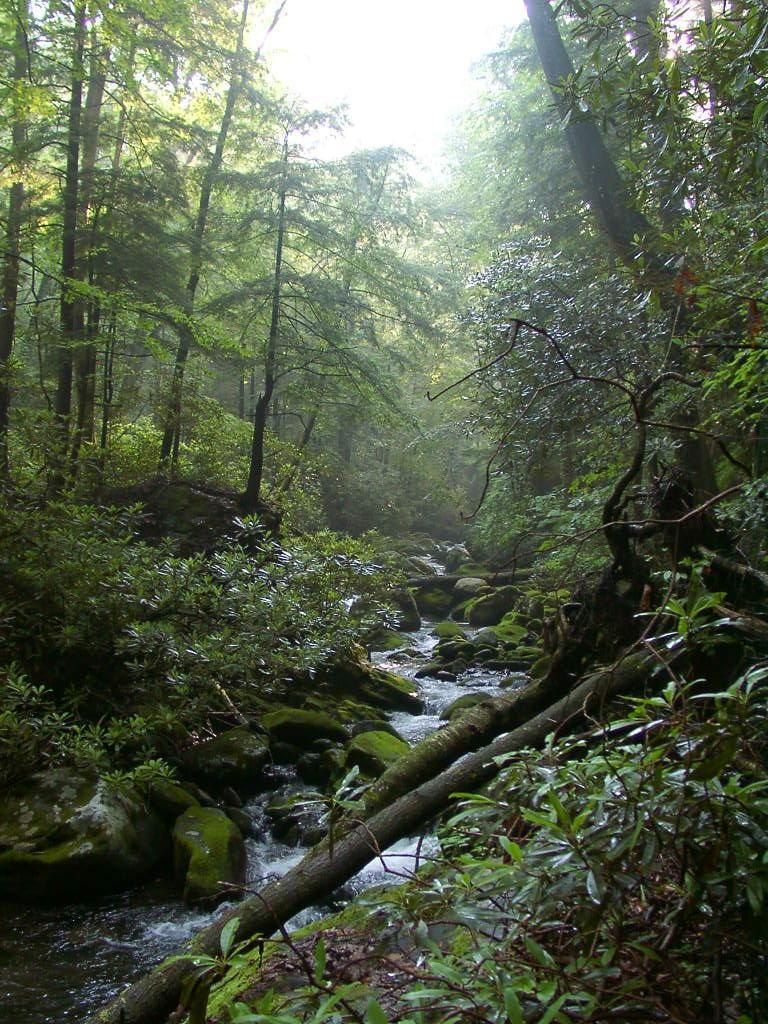
Помірний дощовий ліс у Національному парку Ґрейт-Смокі-Маунтінс в Аппалачських горах

Помірні дощові ліси знаходяться в південних Аппалачських горах, де орографічні опади спричиняють наплив вологи із заходу та Мексиканської затоки більше, ніж у прилеглих районах. Найбільші з цих лісових масивів розташовані на заході Північної Кароліни, північної Джорджії, крайнього сходу Теннессі, та в найбільш північній околиці Південної Кароліни, переважно в національних лісах Пісґа, Нантагала та Чаттагучі та сусідньому штатному парку Ґорджес. Крім того, невеликі райони на найвищих висотах Ґрейт-Смокі-Маунтінс також отримують значну кількість опадів, наприклад, Клінґманс-Дом збирає близько 2000 мм опадів на рік.
Ялина червона (Picea rubens) та ялиця Фрейзера (Abies fraseri) є домінантами верхнього ярусу у високогірних районах. На вищих висотах (понад 1980 метрів (6500 футів)), ялиця Фрейзера є домінуючою, на середній висоті (від 1675 до 1890 метрів (від 5495 до 6201) футів)) ялина червона та ялиця Фрейзера ростуть разом, а на нижній висоті (1370—1650 метрів (4490 — 5410) футів)) ялина червона домінує. У підліску ростуть береза жовта, горобина. Молоді ялинки, ялиці та чагарники, такі як малина, ожина, Viburnum lantanoides, Vaccinium erythrocarpum, бузина червона, Menziesia pilosa, Diervilla sessilifolia — поширені у ґрунтовому покриві. Нижче ялиново-ялицевого лісу, приблизно на 1200 метрів (3900 фути) — це ліси бука великолисткового, Betula alleghaniensis, кленово-березові та дубові. Symplocarpus foetidus і низькорослий ялівець — північні види, які прийшли в ці дощові райони з півночі.
М'яке і вологе середовище підтримує велику різноманітність грибів. У цих місцевостях трапляється понад 2000 видів, і за припущеннями вчених може бути багато неідентифікованих грибів.

### Південна Америка

#### Вальдівійські і магелланські дощові ліси помірної зони

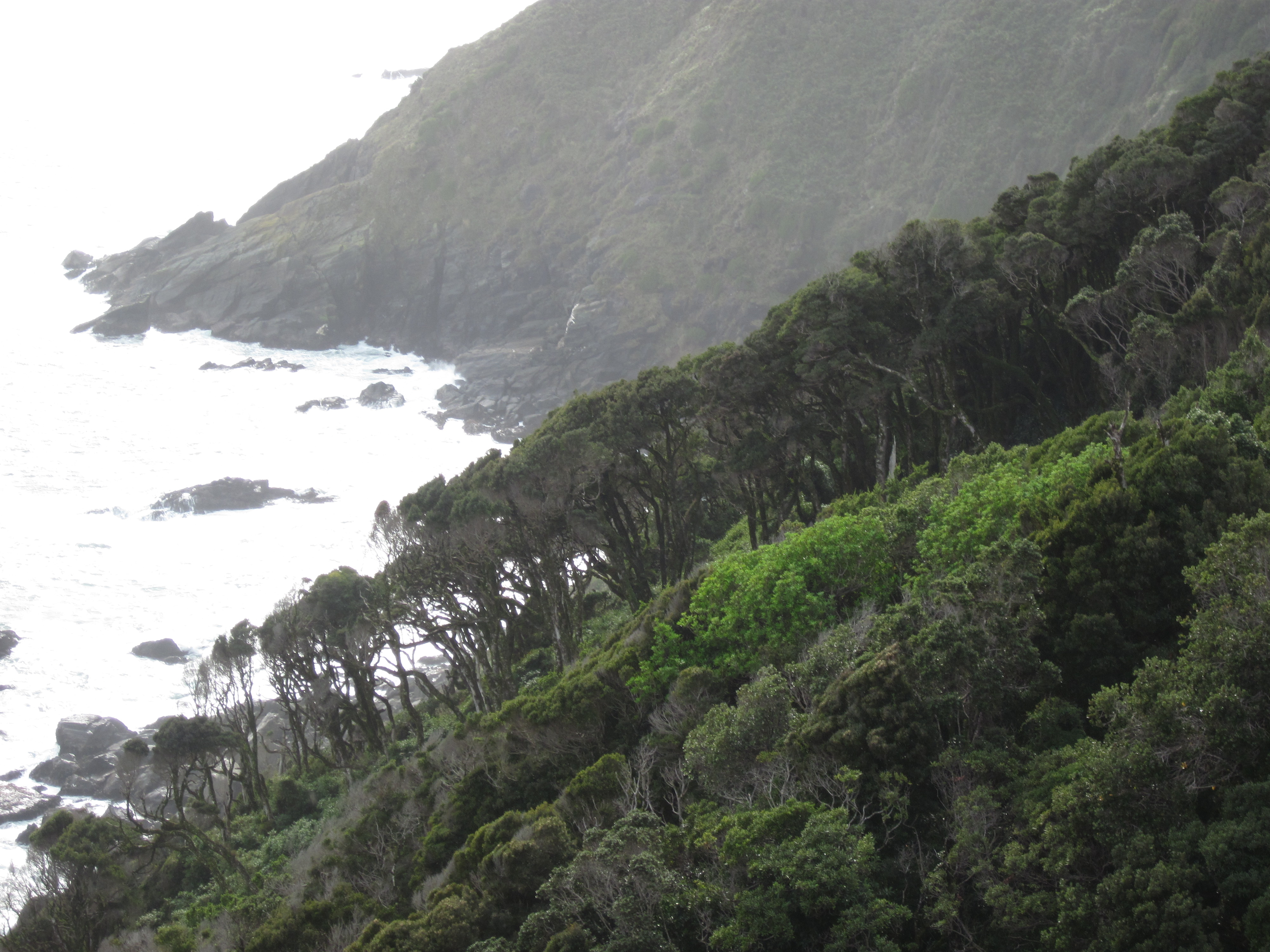
Aextoxicon punctatum ліс в Пунта-Куріньянко

Помірні дощові ліси Південної Америки поширені на тихоокеанському узбережжі південного Чилі, на схилах, що виходять на захід від південного чилійського узбережжя, і в горах Андах у Чилі та Аргентині аж до південного краю Південної Америки, і є частиною Неотропічної області. Тип помірних дощових лісів представлений екорегіонами вальдівійських помірних дощових лісів та Магелланових приполярних лісів. У вальдівійських дощових лісах поширені різноманітні широколистяні вічнозелені дерева, такі як Aextoxicon punctatum, Eucryphia cordifolia та нотофагус (Nothofagus), але включають також багато хвойних порід, зокрема фіцрою (Fitzroya cupressoides), одну з найвищих деревних порід у світі.
Вальдівійські та магелланові помірні дощові ліси — єдині помірні дощові ліси в Південній Америці. Разом вони посідають друге місце в світі після тихоокеанських помірних дощових лісів Північної Америки. Вальдівійські ліси є притулком для антарктичної флори і мають багато спільних родин і родів рослин з помірними дощовими лісами Нової Зеландії, Тасманії та Австралії. Дослівно половина видів деревних рослин є ендеміками цього екорегіону.
У вадівійському регіоні гори Кордильєри перехоплюють вологі західні вітри вздовж узбережжя Тихого океану в зимові та літні місяці; ці вітри охолоджуються, піднімаючись схилами гір, і утворюють сильні опади на схилах гір, що виходять на захід. Північна океанічна течія Гумбольдта створює вологі та туманні умови поблизу узбережжя. Верхня межа лісу знаходиться приблизно на 2400 м у північній частині екорегіону (35 ° південної широти) і опускається до 1000 м на півдні Валдівійського регіону. Влітку температура може піднятися до 16.5°C, тоді як взимку температура може опускатися нижче 7°C.

### Африка

#### Прибережні дощові ліси Найсна-Аматоле (ПАР)

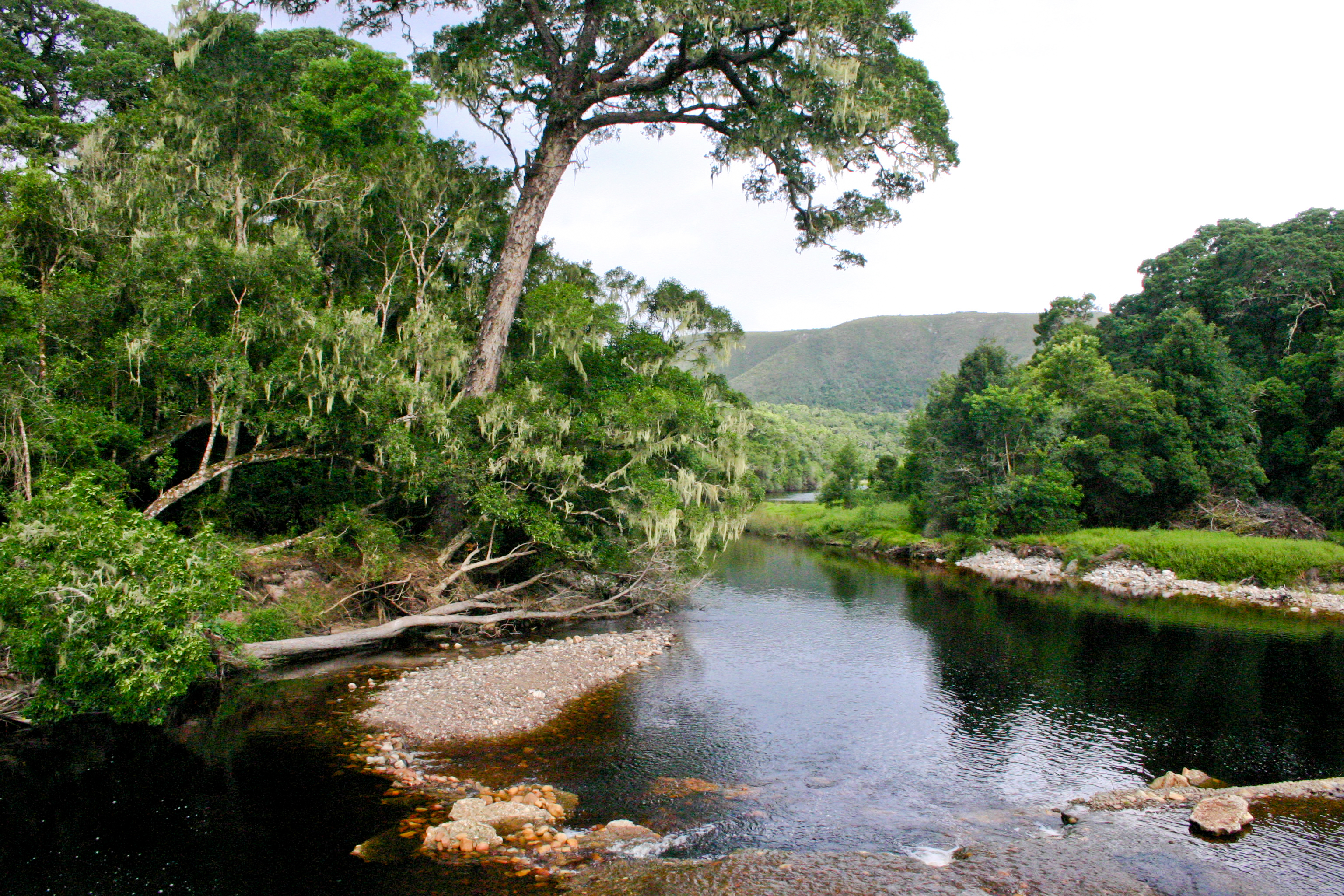
Лісовий біом у лісах Найсна біля Нейчерс-Веллі в Ціцикамі, Південна Африка

Помірні дощові ліси Південної Африки є частиною Найсно-Аматольських лісів, які розташовані вздовж Садової траси ПАР між Кейптауном та Порт-Елізабет на схилах південноафриканських гір Дракенсберг, що виходять до Індійського океану. Тут росте кілька видів хвойних подокарпів. Цей ліс отримує багато вологи у вигляді туману з Індійського океану і нагадує не тільки інші помірні дощові ліси по всьому світу, але й гірські вічнозелені ліси Афромонтан, які поширені на великих висотах у південній та східній Африці. Гарним прикладом цього лісу є південноафриканський національний парк Ціцікама.

### Європа
Помірні дощові ліси фрагментарно зустрічаються на півночі та заході Європи в таких країнах, як південна Норвегія (див. Скандинавські прибережні хвойні ліси) та північ Іспанії. Інші регіони помірних дощових лісів включають райони південно-східної Європи, такі як гори на східному узбережжі Адріатичного моря, що оточують Північно-Західну Болгарію разом із Чорним морем.

#### Атлантичний дубовий ліс (Велика Британія та Ірландія)
Лісові масиви по-різному називають у Британії дібровами височин, атлантичними дібровами, західними дібровами або помірними дощовими лісами, каледонськими лісами та в розмовній мові як «кельтські дощові ліси». Вони також занесені до Британської національної класифікації рослинності як британські угрупованная NVC W11 та британські угруповання NVC W17 залежно від ґрунтової флори. Більшість уцілілих фрагментів дібров узбережжя Атлантичного океану у Великій Британії поширені на крутосхилах над річками та озерами, які уникнули суцільних вирубок та інтенсивного випасу. Є помітні зразки на островах і берегах озер Лох-Марі, Лох-Сунарт, Лох-Ломонд та одного з найкраще збережених об'єктів на віддаленому півострові Тайніш в Арґайлі. Також є невеликі ділянки на крутосхильних річкових ущелинах у Сновдонії та Середньому Уельсі. В Англії вони трапляються в Озерному краю (Боровдейл-Вудс) і крутосхильних річкових і лиманних долинах у Девоні і Корнволі, включаючи долину Фові в Корнуолі і долину річки Дарт, яка тече з Дартмура і має кількість опадів понад 2 метри на рік.
Derrycunnihy Wood, розташований у Національному парку Кілларні, є найкращим прикладом давнього океанічного лісу з вологим кліматом, який охоплював приблизно 80 відсотків Ірландії до прибуття людей у 7000 р. до н. е.

#### Колхійські (колхідські) ліси (Болгарія, Туреччина та Грузія)
Колхідські дощові ліси поширені навколо південно-східного та західного кутів Чорного моря, починаючи від Болгарії через Туреччину до Грузії, і є частиною екорегіону Евксино-Колхідських листяних лісів разом із сухішими евксинськими лісами далі на захід. Колхідські дощові ліси — це мішані ліси з листопадною вільхою чорною (Alnus glutinosa), грабами (Carpinus betulus та C. orientalis), буком східним (Fagus orientalis) та каштаном їстівним (Castanea sativa) разом із вічнозеленою ялицею Нордмана (Abies nordmanniana, найвище дерево в Європі з 78 м висоти), ялиною східною (Picea orientalis) та сосною звичайною (Pinus sylvestris). Цей рефугіум є найбільшим у всій Західній Азії / біля Східного регіону. Район має численних представників диз'юнктивних реліктових груп рослин з найближчими родичами у Східній Азії, Південній Європі та навіть Північній Америці. Понад 70 видів лісових равликів регіону є ендеміками. Деякі реліктові види хребетних — це мулова жаба кавказька, кавказька саламандра, Робертова снігова полівка та тетерук кавказький (Lyrurus mlokosiewiczi); вони майже повністю є ендемічними групами тварин, такими як ящірки роду Darevskia. Взагалі, видовий склад цього рефугіуму досить чіткий і відрізняється від складу інших рефугіумів Західної Євразії. Генетичні дані свідчать про те, що помірний дощовий ліс Колхіди під час льодовикового періоду був роздроблений на менші частини; зокрема, еволюційні лінії кавказької саламандри з центральної та південно-західної Колхіди залишалися ізольованими одна від одної протягом усього льодовикового періоду.

#### Фраґас-до-Еуме (Іспанія)
Фраґас-до-Еуме (Fragas do Eume) — природний парк, розташований у Галісії на північному заході Іспанії. Fraga є галісійським словом, що означає «природний гай», «предковічний ліс», і парк є прикладом помірного дощового лісу, в якому дубові гаї з (Quercus robur та Quercus pyrenaica) є клімаксовою рослинністю. Заповідна зона простягається вздовж долини річки Еуме в межах області Ferrol, муніципалітетів Pontedeume, [Cabanas, A Coruña] Помилка: {{Lang}}: недійсний параметр: |3= (допомога), A Capela, Monfero та As Pontes de García Rodríguez. В межах парку проживає близько 500 людей. Монастир San Xoán de Caaveiro також розташований в межах парку.
Ця територія була оголошена природним парком (рівень охорони нижчий за національний парк) у 1997 році. Це один із шести природних парків у Ґалісії. Європейський Союз визнав парк визначним місцем для громади. Трапляється ряд видів папоротей. До безхребетних належить слимак Керрі, і це важливе місце для земноводних.

#### Дощовий ліс Вінатовача (Сербія)
Дощовий ліс Вінатовача, є єдиним дощовим лісом у Сербії. Століттями він залишався непорушеним завдяки суворим природоохоронним законам, започаткованим у 17 столітті.
Ліс Вінатовача розташований у центральних горах Кучай у верхній Ресавській області, на висоті між 640 та 800 м. Він ізольований і важкодоступний, що сприяло його збереженню. Вважається, що дерева у Вінатовачі не рубали приблизно з 1650 року. Перебування під суворим захистом означає не тільки те, що дерева, які помирають від старості, не очищаються і не видаляються, але навіть збирати трави або гриби заборонено. Це розглядається як приклад того, яким є природний вигляд центральної та східної Сербії. Трапляються букові дерева висотою до 45 м, а деяким екземплярам, за оцінками, більше 300 років.

### Азія

#### Каспійсько-Гірканський ліс (Іран та Азербайджан)
Екорегіон Каспійсько-Гірканських мішаних лісів на півночі Ірану містить джунглі у вигляді дощового лісу, який простягається зі сходу в провінції Хорасан на захід у провінції Ардебіль, охоплюючи інші провінції Ґілян, Мазендеран і Ґолестан. Гірський масив Ельбурс — це найвищий гірський масив на Близькому Сході, який захоплює вологу Каспійського моря на північ і утворює субтропічні та помірні дощові ліси в північній частині Ірану. Іранці називають цей ліс та регіон Шомал, що в перекладі з перської означає північ.
У південно-східному Азербайджані цей екорегіон включає Ленкоранську низовину і гори Талиш, остання рівномірно розділена з Іраном на півдні. Це листяні ліси, що містять такі породи дерев, як вільха чорна (Alnus glutinosa subsp. barbata), граб (Carpinus betulus та C. orientalis), лапина кавказька (Pterocarya fraxinifolia), дуб каштанолистий (Quercus castaneifolia), дуб великопиляковий (Quercus macranthe)), бук східний (Fagus orientalis), паротію перську (Parrotia persica) та альбіцію іранську (Albizia julibrissin).
До існуючих заповідних територій в Азербайджані належать:
- Державний заповідник Гізіл-Агач — 88,4 квадратного кілометра (34,1 миля2)
- Національний парк Гіркан — 427,97 квадратного кілометра (165,24 миля2)
- Національний парк Зуванд — 15 квадратних кілометрів (5,8 миля2)
- Гирканський державний заповідник — 3 квадратні кілометри (1,2 миля2)

#### Високі гірські дощові ліси (Тайвань)
Ці ліси зустрічаються у східному Тайвані та центральних гірських хребтах Тайваню, частині тайванського субтропічного вічнозеленого лісового району, що охоплює високі висоти. Більшість нижніх висот покриті субтропічними широколистяними вічнозеленими лісами, де переважають китайська криптокарія (Cryptocarya chinensis), Castanopsis hystrix та японський блакитний дуб (Quercus glauca). Більш високі висоти поступаються місцем помірним лісам з великими деревостанами старовинного тайванського кипарисика (Chamaecyparis taiwanensis), камфорного дерева (Cinnamomum camphora), клена (Acer spp.), китайський тис (Taxus chinensis), тсуґа китайська (Tsuga chinensis) та дуґласія китайська (Pseudotsuga sinensis var. Wilsoniana). До цих лісів на вищих висотах належать також гігантські хвойні дерева — кипарисик формозький (Chamaecyparis formosensis) та тайванія (Taiwania cryptomerioides). Деякі чудові приклади лісів знаходяться в національному парку Юшань (Нефритова гора) та Алішані.

#### Гірський масив Бекду (гірські хребти Теебек і Собаек) та ліси Південного моря (Корея)

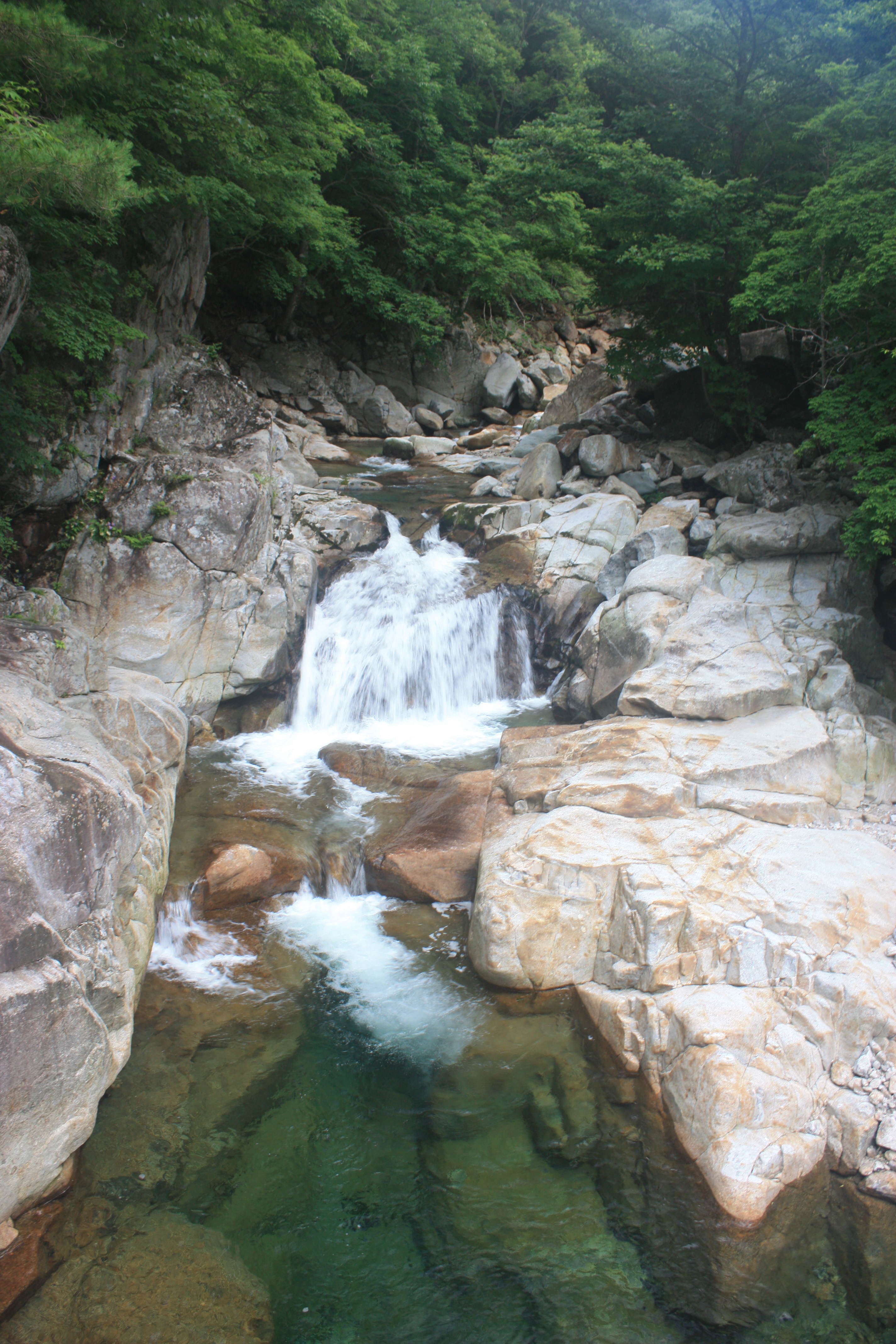
Baemsagol долина Чірісан, що південний кінець Baekdu хребта.

Ліси, що покривають гори та долини гірського хребта Баекду — від гори. Бакду, на півночі, до Іржавої гори на південному заході, що входить у хребет Корейського півострова, а також на південному узбережжі та островах півострова, включаючи острів Чеджу, представлено широкий вибір хвойних та широколистяних дерев. Значна частина цих лісів охороняється в гірських та морських національних лісах, таких як Національний парк Галліохесанг, який охоплює 150.14 км² гірських лісів, що розповсюджуються на 69 незаселених островах і 30 заселених островах в Південному морі Кореї, що забезпечують середовищем існування 1142 види рослин, включаючи основні види, такі як червона сосна, чорна сосна, звичайна камелія, дуб серрата та корковий дуб, а також рідкісні види, такі як надопунгнан (Sedirea japonica), Daeheongnan (Cymbidium nipponicum) та корейську зимову ліщину. Основні види тварин, такі як видри, вухаті коти та борсуки, також називають національним парком Галліохаесанг загалом, і серед них 25 видів ссавців, 115 видів птахів, 16 видів рептилій, 1566 видів комах та 24 прісноводні види риб.
Національний парк Сораксан охоплює 398.539 км² гірських ліс поблизу східного узбережжя Корейського півострова, а також є районом збереження біосфери ЮНЕСКО. У Сораксані мешкає понад 2000 видів тварин, включаючи корейського гораля, мускусного оленя, а також понад 1400 рідкісних видів рослин, таких як едельвейс.

#### Тайхеййо (Тихоокеанські) дощові ліси (Японія)

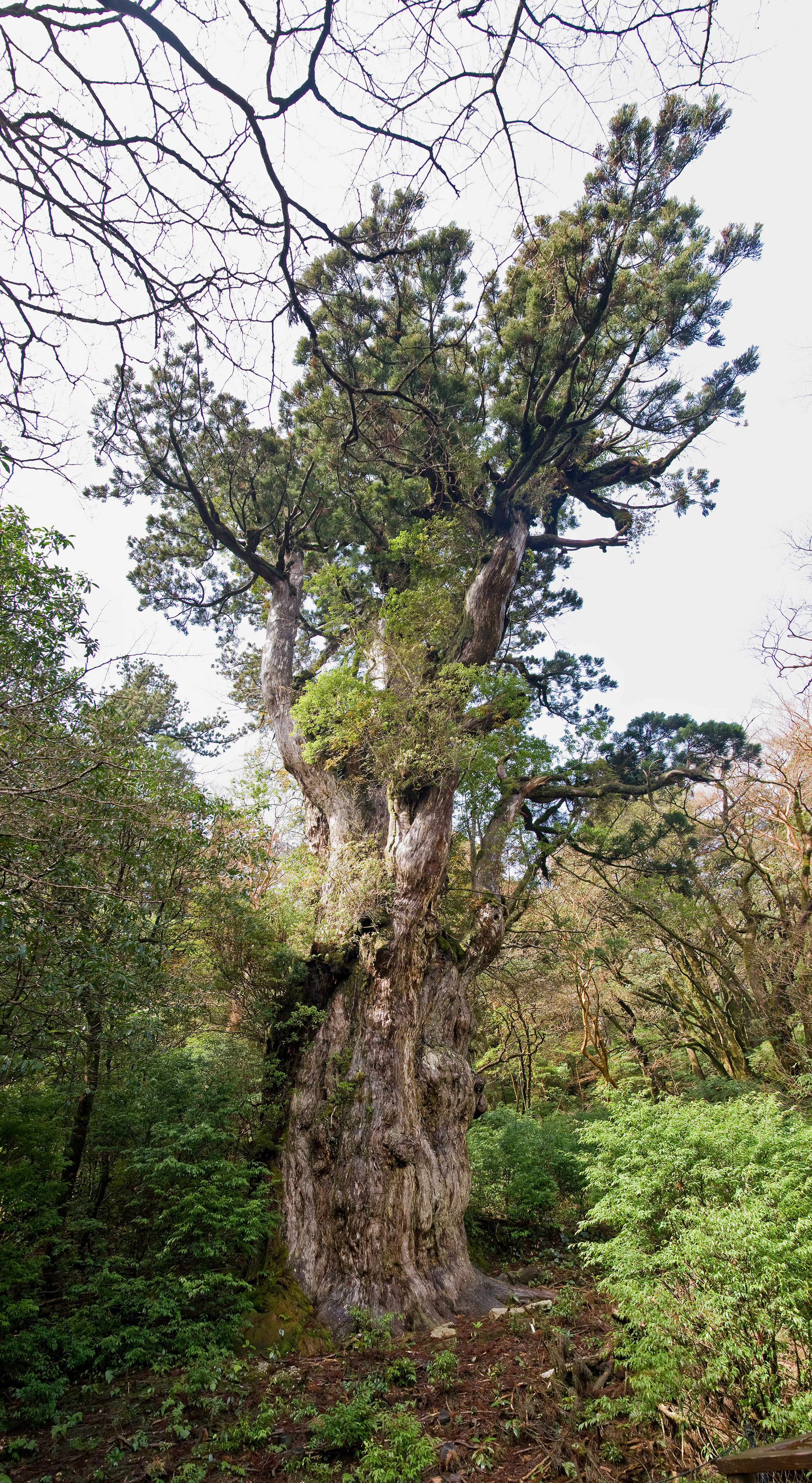
Jōmon Sugi, найбільший екземпляр японського кедра (Cryptomeria japonica), на Якусімі, Японія

Регіон вічнозелених лісів на південному заході Японії охоплює значну частину островів Сікоку та Кюсю, а також Південно-тихоокеанську сторону ХонсюХонсю («Тайхеййо» — це Тихий океан, японською мовою). Тут природні ліси переважно широколистяні вічнозелені на нижчих висотах і листяні на високих. Вид Hydrangea hirta — ендемічний листяний вид, який можна зустріти в цій місцевості. Обмеження відбувається на рівні 500—1000 метрів залежно від широти. Основні породи дерев — представники сімейства букових (Fagaceae). На нижчих висотах до них належать вічнозелені дуби (Quercus spp.), Японський чінкуапін (Castanopsis cuspidata) та японський кам'яний дуб (Lithocarpus edulis), та на більших висотах японський синій бук (Fagus japonica) та бук Сібольда (Fagus crenata).
Деякі з найкраще збережених прикладів лісу знаходяться в Національному парку Кірісіма-Яку на острові Якусіма біля Кюсю в дуже вологому кліматі (річна кількість опадів становить від 4000 до 10000 мм залежно від висоти). Через відносно малородючі ґрунти на граніті в лісах Якусіми на високих висотах переважають гігантські хвойні породи, японський кедр (Cryptomeria japonica), а не листяні ліси, типові для материка. Інші райони включають гору Кірісіма поблизу Каґосіми на півдні Кюсю. На півдні Хонсю є ліс із водоспадом Начі, розташований у національному парку Йосіно-Кумано. Цей конкретний район Хонсю був описаний як одне з найбільш дощових місць в Японії.

### Океанія

#### Австралійські помірні дощові ліси

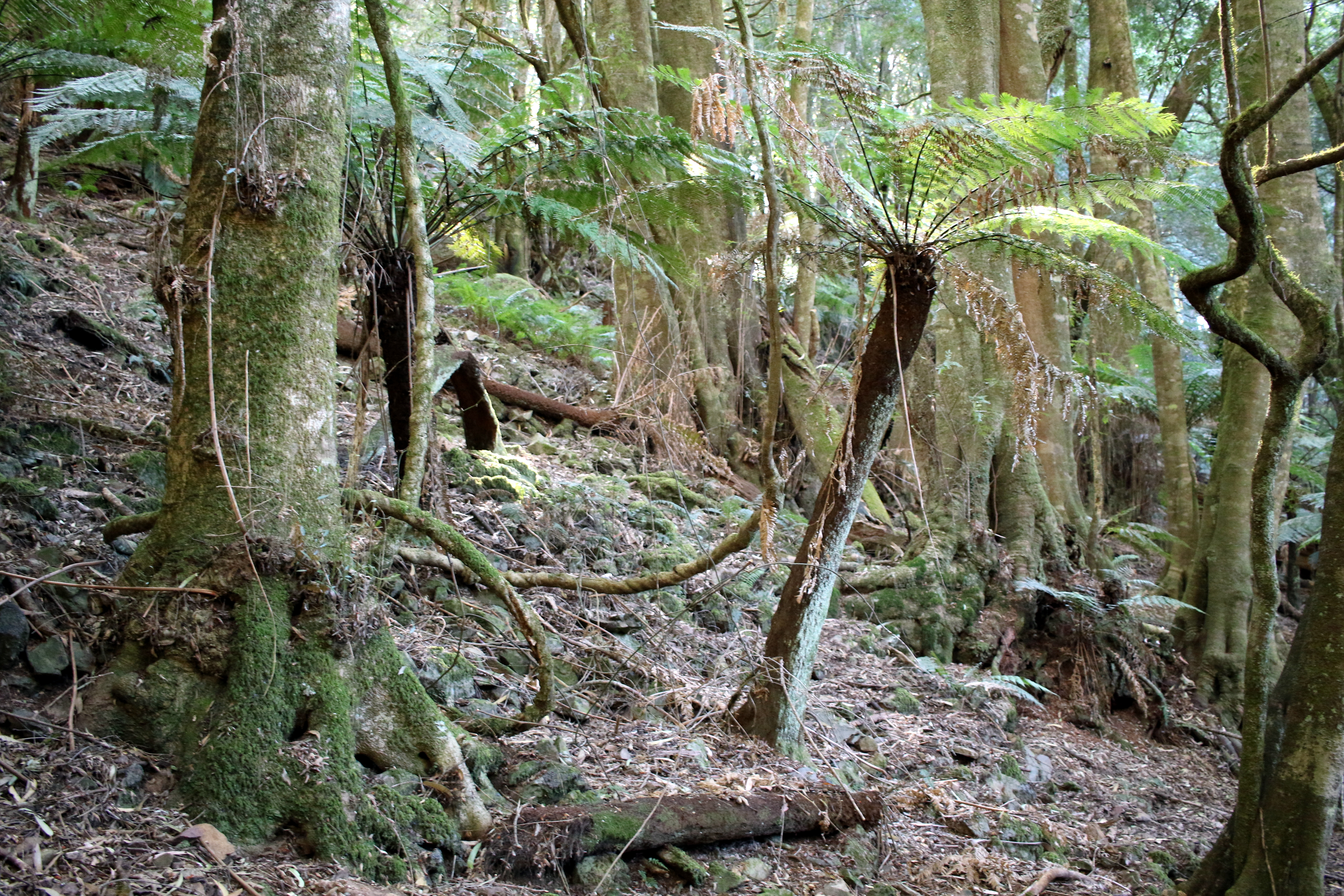
Національний парк Монга в Новому Південному Уельсі, Австралія

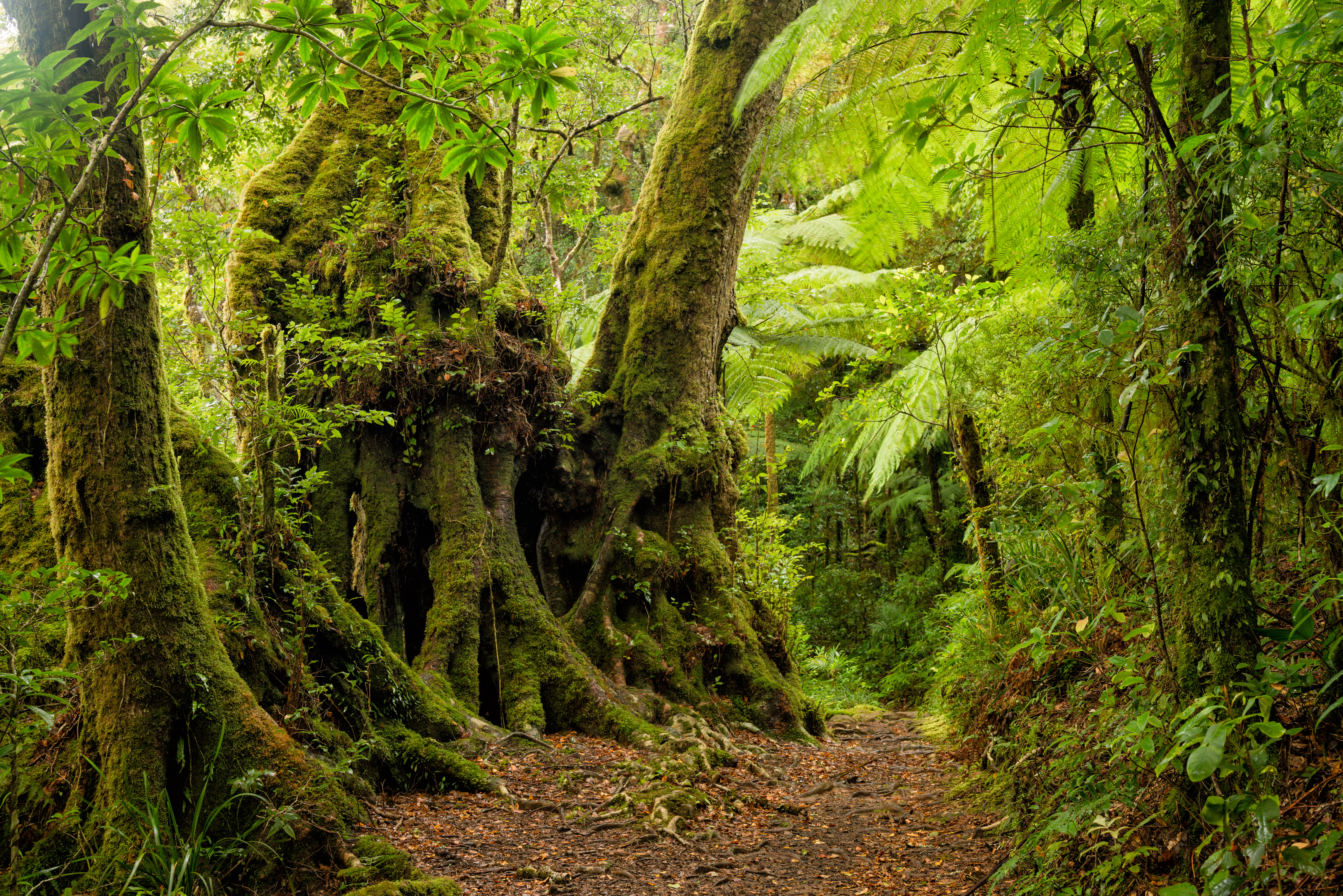
Антарктичні букові дерева в Національному парку Ламінгтон, штат Квінсленд, Австралія

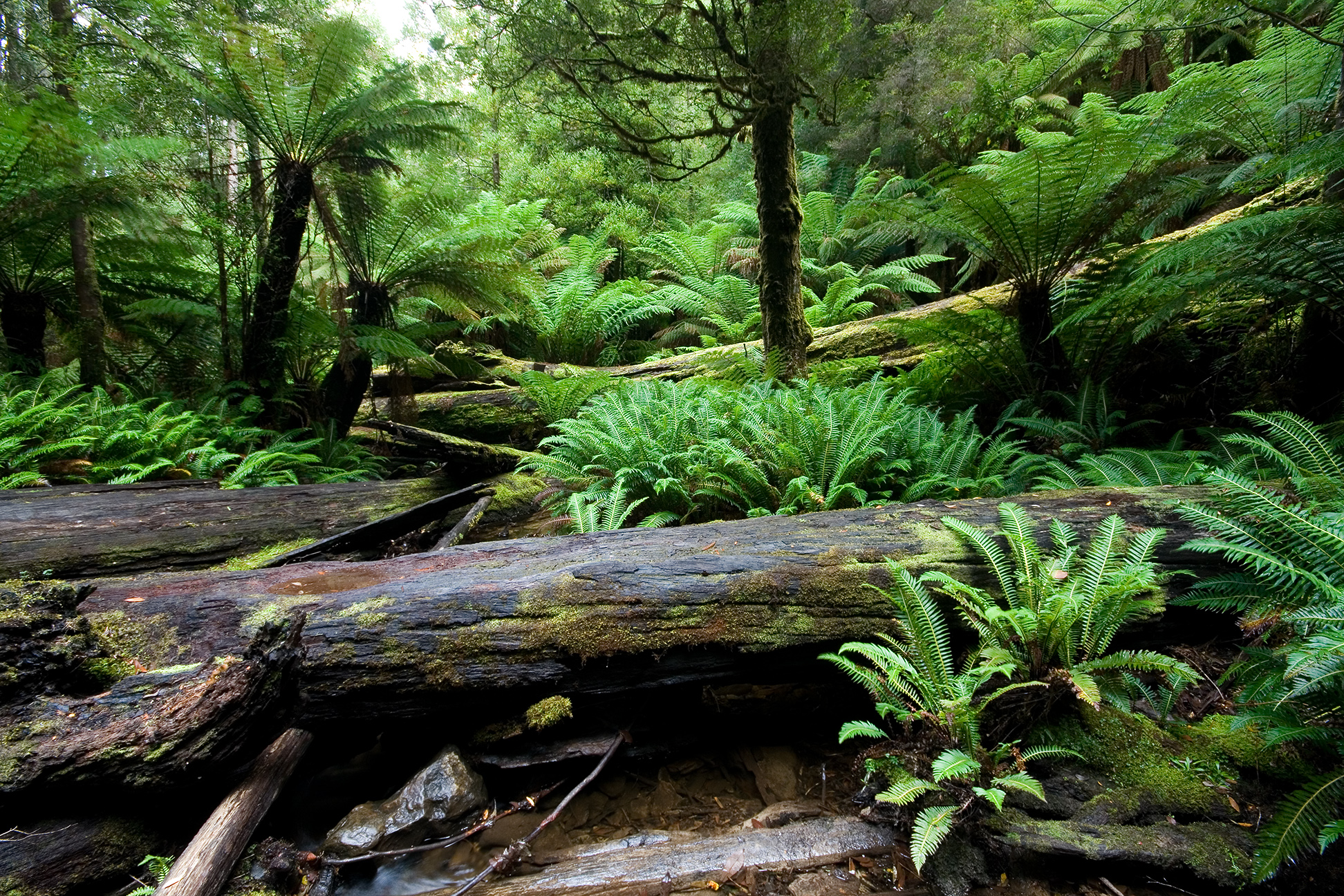
Деревні папороті Dicksonia antarctica в помірних дощових лісах на Тасманії, Австралія

В Австралії дощові ліси трапляються поблизу материкового східного узбережжя та на Тасманії. Розрізняють дощові ліси теплого та помірного клімату. Це широколистяні вічнозелені ліси, за винятком гірських дощових лісів Тасманії. Евкаліптові ліси не класифікуються як дощові ліси, хоча деякі типи евкаліптових лісів отримують велику кількість опадів щорічно (до понад 2000 мм на Тасманії), а за відсутності вогню вони можуть розвинутися до дощових лісів. Якби ці широко поширені вологі склерофільні ліси вважалися дощовими лісами, загальна площа дощових лісів в Австралії була б набагато більшою.
Теплий помірний дощовий ліс замінює субтропічний дощовий ліс на бідніших ґрунтах або зі збільшенням висоти та широти в Новому Південному Уельсі та Вікторії. Прохолодні помірні дощові ліси широко поширені на Тасманії (екосистема тасманійських помірних дощових лісів), і вони можуть бути знайдені розкиданими від Національного парку прикордонних хребтів, внесеного до списку Світової спадщини та Національного парку Ламінгтон на кордоні Нового Південного Уельсу / Квінсленду до хребтів Отвей, Стшелецьких хребтів, хребтів Данденонг та Тарра Булга у Вікторії. На півночі Нового Південного Уельсу в них зазвичай переважає антарктичний бук (Nothofagus moorei), на півдні Нового Південного Уельсу — Пінквуд (Eucryphia moorei) і хвойний ліс (Ceratopetalum apetalum), а у Вікторії та Тасманії — миртовий бук (Nothofagus cunninghamii), південний сасафрас (Atherosperma moschatum) та евкаліпт королівський (Eucalyptus regnans). У гірських дощових лісах Тасманії переважають ендемічні хвойні породи Тасманії (головним чином Athrotaxis spp.). У них переважають такі папороті, як Cyathea cooperi, Cyathea australis, Dicksonia antarctica, Cyathea cunninghamii та Cyathea leichhardtiana.

#### Дощові ліси Нової Зеландії
Помірні дощові ліси Нової Зеландії трапляються на західному березі Південного острова та на Північному острові. Ліси складаються з хвойних подокарпів та широколистяних вічнозелених дерев. Подокарпи рясні на нижчих висотах, тоді як південний бук (Нотофаг) можна зустріти на більш високих схилах і в найхолодніших південних дощових лісах. Екорегіони включають помірні ліси Фіордланду та помірні дощові ліси Вестленду.

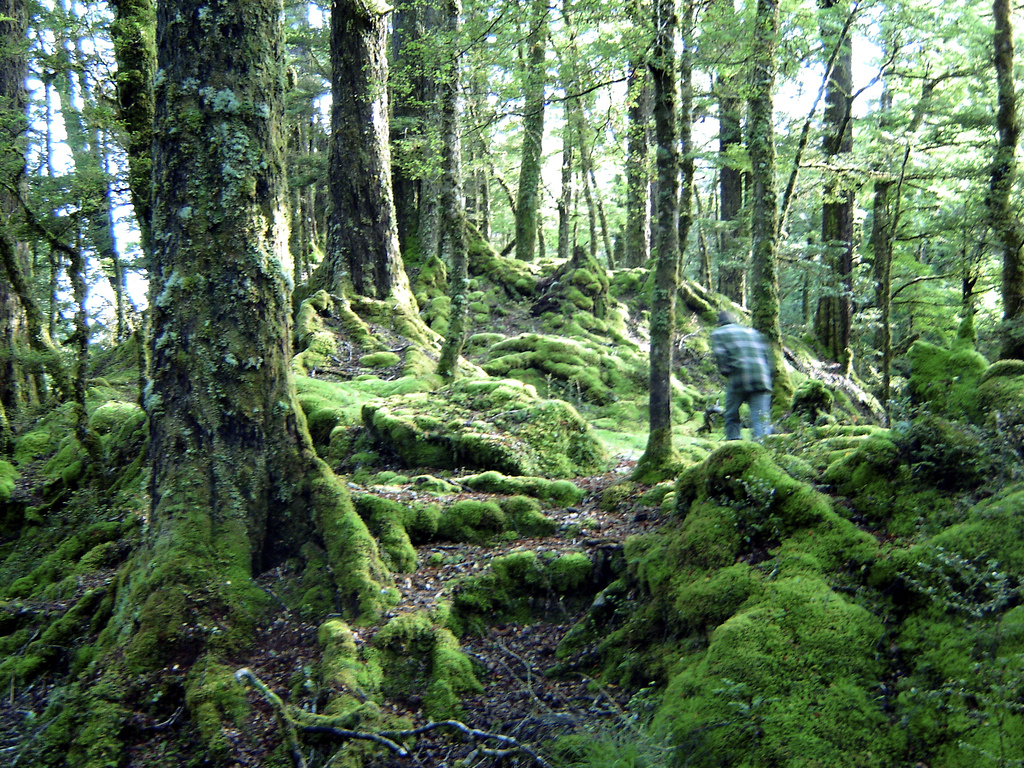
Національний парк Фіордленд поблизу Те-Анау, Нова Зеландія